# 케어젠
케어젠(Caregen Co. Ltd.)는 대한민국의 펩타이드 제조 기업이다. 본사는 경기도 안양시 동안구 엘에스로91번길 46-38(호계동)에 위치해 있으며 대표이사는 정용지이다.

## 논란
2024년 한국거래소에 의해 불성실공시법인으로 지정되었다

## 상장
2015년 11월 17일에 코스닥 시장에 상장하였다.

## 참고문헌
1. ↑  황세환, FS Research, 케어젠
2. ↑  케어젠, 불성실 공시 법인 지정, 이데일리, 2024년 1월 4일
3. ↑  아모레퍼시픽 생명공학 케어젠과 업무 협약, 바이오 펩타이드 연구 협력 강화, 비지니스포스트, 2023년 10월 23일